# 미나미이토역
미나미이토역(일본어: 南伊東駅、みなみいとうえき)은 일본 시즈오카현 이토시 사쿠라가오카 1쵸메 에 있는 이즈 급행 이즈 급행선의 역이다. 섬식 승강장 1면 2선을 가진 지상역이다. 역번호는 IZ02이다.

## 역 구조
| 1 | ■ 이즈 급행선 | 하행 | 이즈큐시모다 방면  |
| 2 | ■ 이즈 급행선 | 상행 | 이토 · 아타미 방면 |

## 갤러리

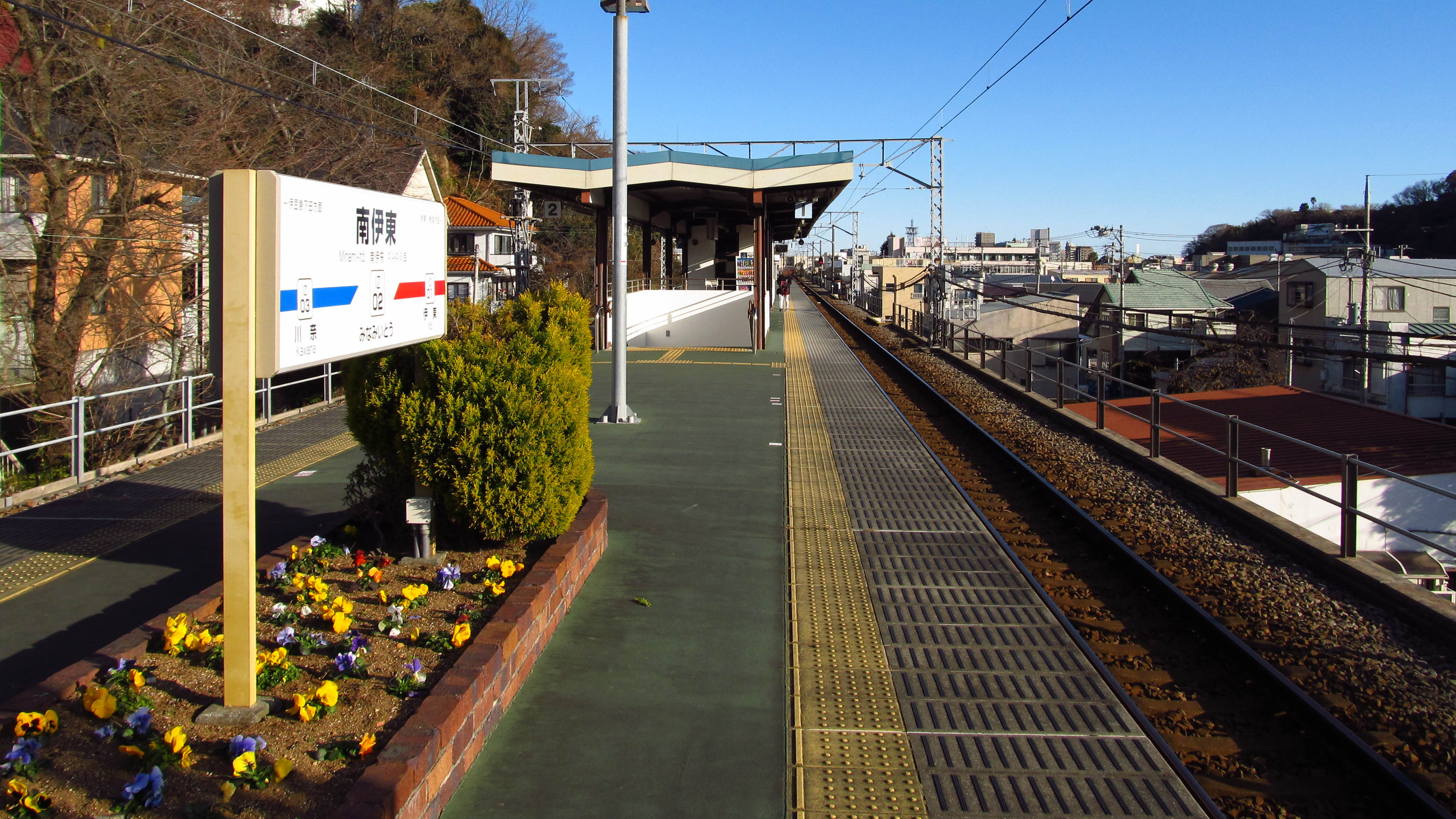
승강장
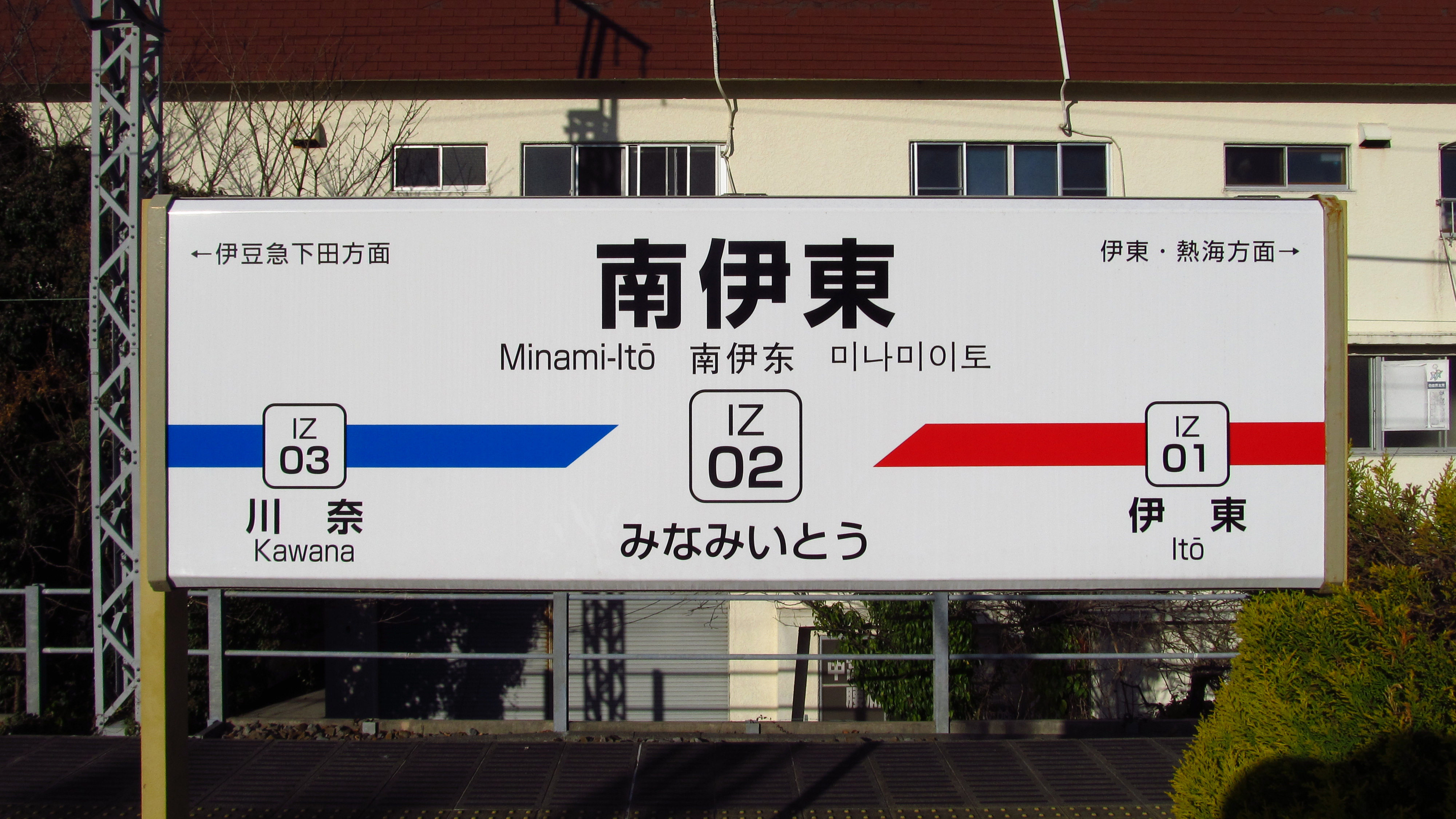
역명판

## 인접역
| 이즈 급행 이즈 급행선 | 이즈 급행 이즈 급행선 | 이즈 급행 이즈 급행선    |
| --------------------- | --------------------- | ------------------------ |
| 이토 방면             | ■ 이즈 급행선         | 가와나 이즈큐시모다 방면 |